# Teedieae
Teedieae es una tribu con cuatro géneros de plantas de flores perteneciente a la familia Scrophulariaceae. 

## Géneros
- Oftia
- Teedia

- Datos: Q6140216
- Multimedia: Teedieae / Q6140216
- Especies: Teedieae